# Źródło św. Floriana w Załęczańskim Parku Krajobrazowym

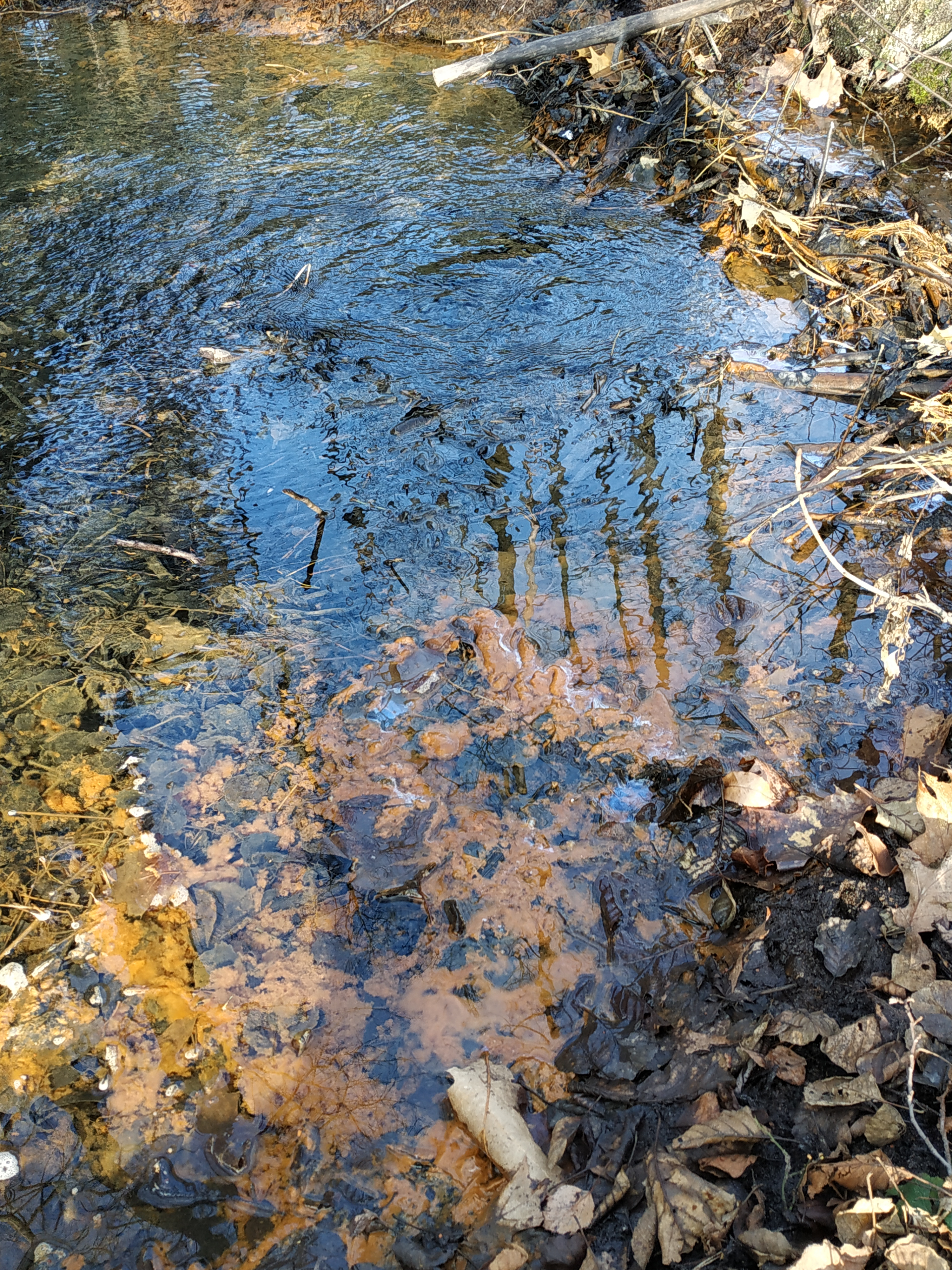
Źródło Św.Floriana. Pulsowanie wody

Źródło św. Floriana – źródło krasowe znajdujące się w Załęczańskim Parku Krajobrazowym,  w miejscowości Kochlew, gminie Wierzchlas, w powiecie wieluńskim, w województwie łódzkim.

## Położenie
Obiekt znajduje się na Wyżynie Wieluńskiej rozciągającej się między Wieluniem a Częstochową, a dokładniej na Wysoczyźnie Działoszyńsko-Lindowskiej. Wyżynę Wieluńską rozcina dolina Warty, w której utworzono Załęczański Park Krajobrazowy  w celu ochrony jurajskich wapiennych ostańców. Źródło św. Floriana zlokalizowane jest przy prawym brzegu Warty.

## Geologia
Wyżyna Wieluńska zbudowana jest z  jurajskich i kredowych wapieni, margli oraz dolomitów.  Jest częścią tej samej płyty jurajskiej, jaka tworzy Wyżynę Krakowsko-Częstochowską, jednakże skalny trzon tej płyty przykryty jest osadami zlodowacenia środkowopolskiego .

## Geneza i charakterystyka

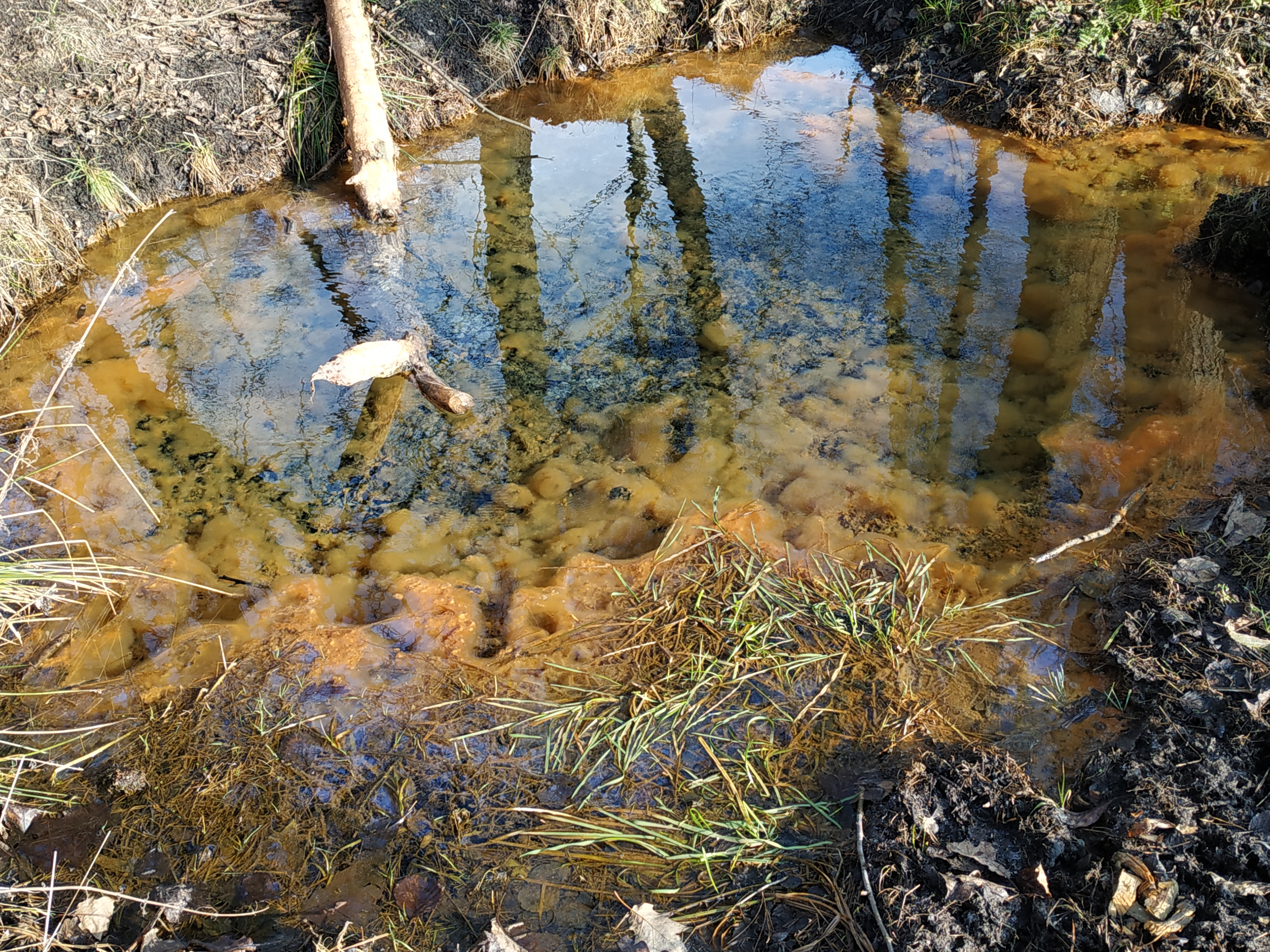
Rdzawe zabarwienie wody spowodowane glonami

Załęczański Park Krajobrazowy cechuje się krajobrazem nizinno-wyżynnym obfitym w wapienne skały i wzgórza. Obszar ten słynie z wielu form krasowych. Związane jest z tym powstanie charakterystycznych form rzeźby terenu oraz sieci podziemnego odwadniania. Przez szczeliny i spękania wody wnikają w głąb skał, następnie pod wpływem ciśnienia w warstwie wodonośnej, woda wydostaje się na powierzchnię jako źródło krasowe. Takie źródła zaliczamy do krasu powierzchniowego. Źródło św. Floriana jest przykładem źródła ascenzyjnego i cechuje się znaczącą wydajnością, posiada czystą wodę o stałej temperaturze z widocznym rdzawym zabarwieniem spowodowanym przez glony. Źródło św. Floriana zostało objęte ochroną i funkcjonuje jako pomnik przyrody nieożywionej.  W miejscu wypływu wody powstało rozległe rozlewisko porośnięte trzciną i roślinnością krzewiastą. Dodatkowym walorem źródła jest intensywne pulsowanie wody wymieszanej z osadem, z dna misy. Dawniej, wodę ze źródła wykorzystywano do gaszenia pożarów w okolicy, stąd nazwa źródła. (Św. Florian – patron strażaków). Oprócz źródła św. Floriana na obszarze Załęczańskiego Parku Krajobrazowego znajduje się również Granatowe Źródło, które jest krasowym źródłem terasowym, charakteryzującym się ciekawą barwą, od której wzięło nazwę.

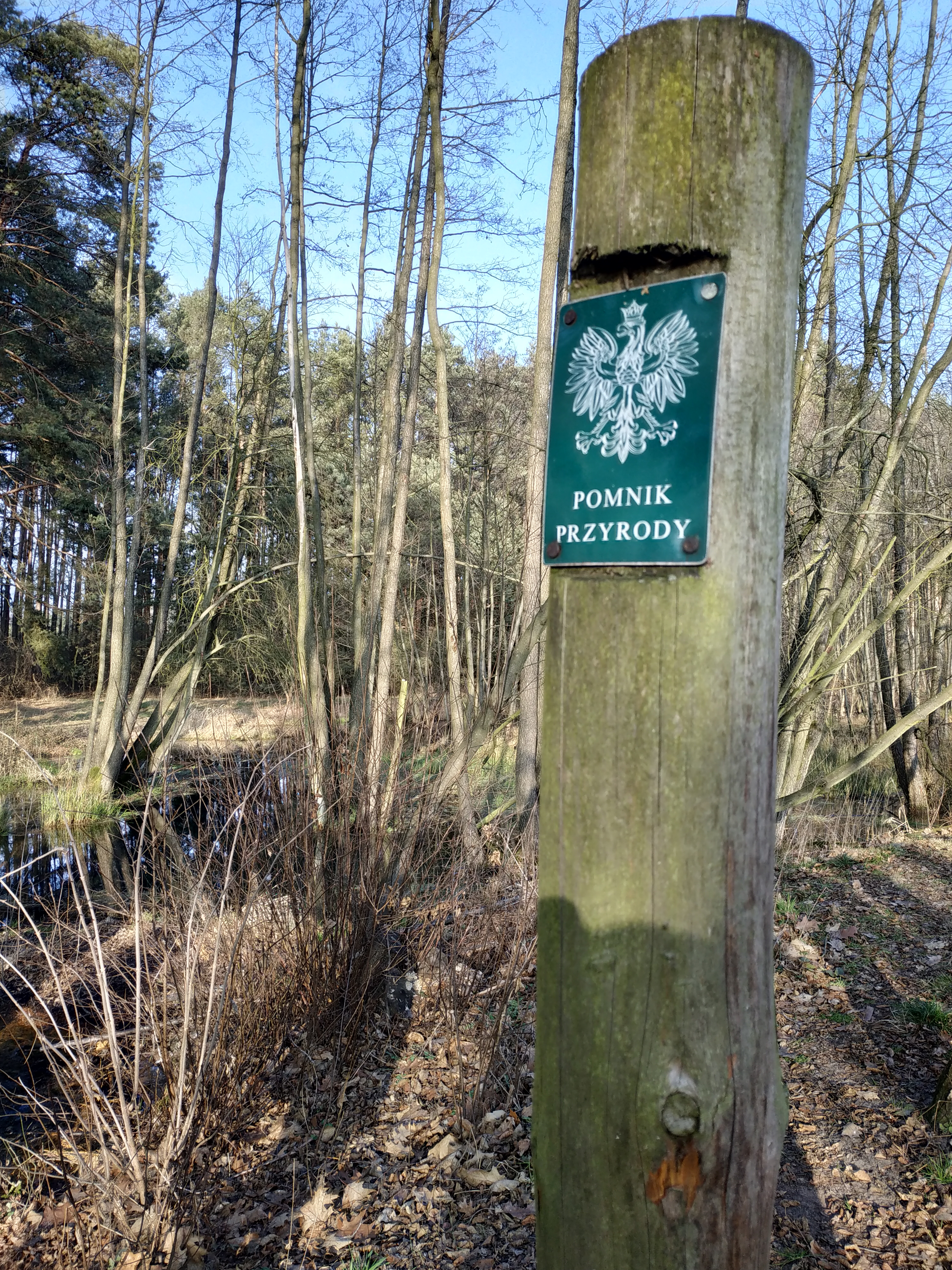
Pomnik przyrody nieożywionej
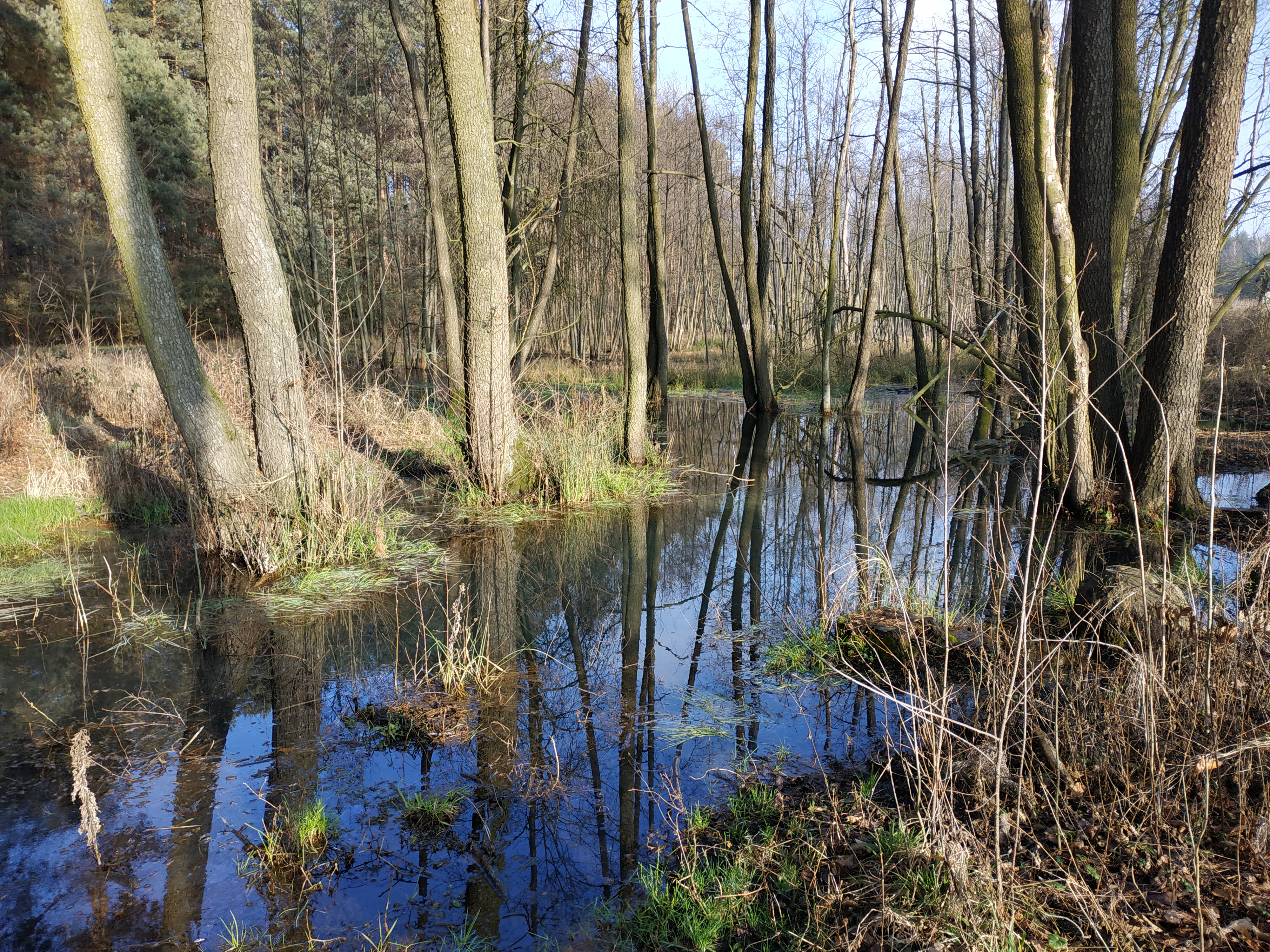
Rozległe rozlewisko porośnięte roślinnością
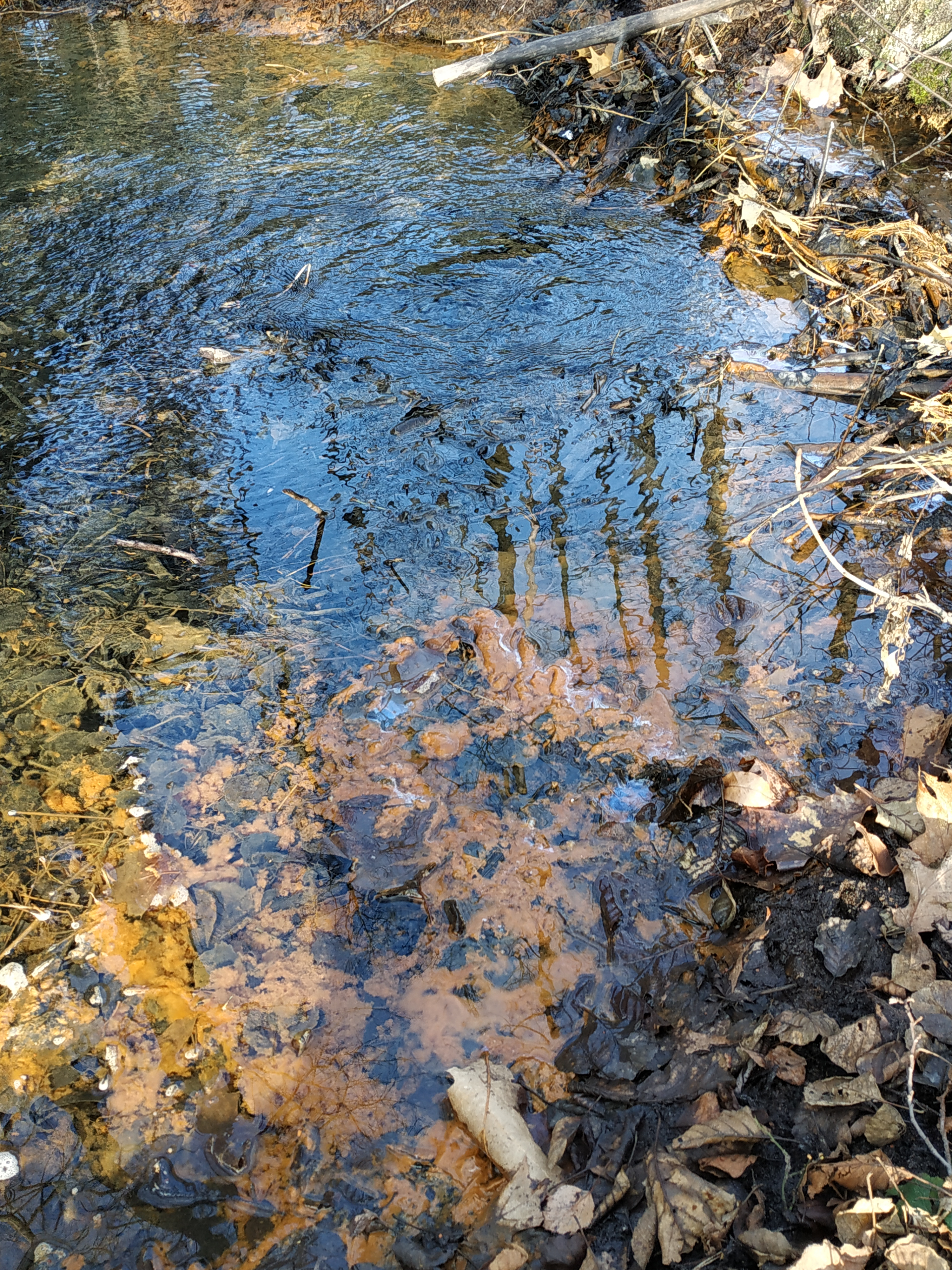
Pulsowanie wody w źródle Św. Floriana
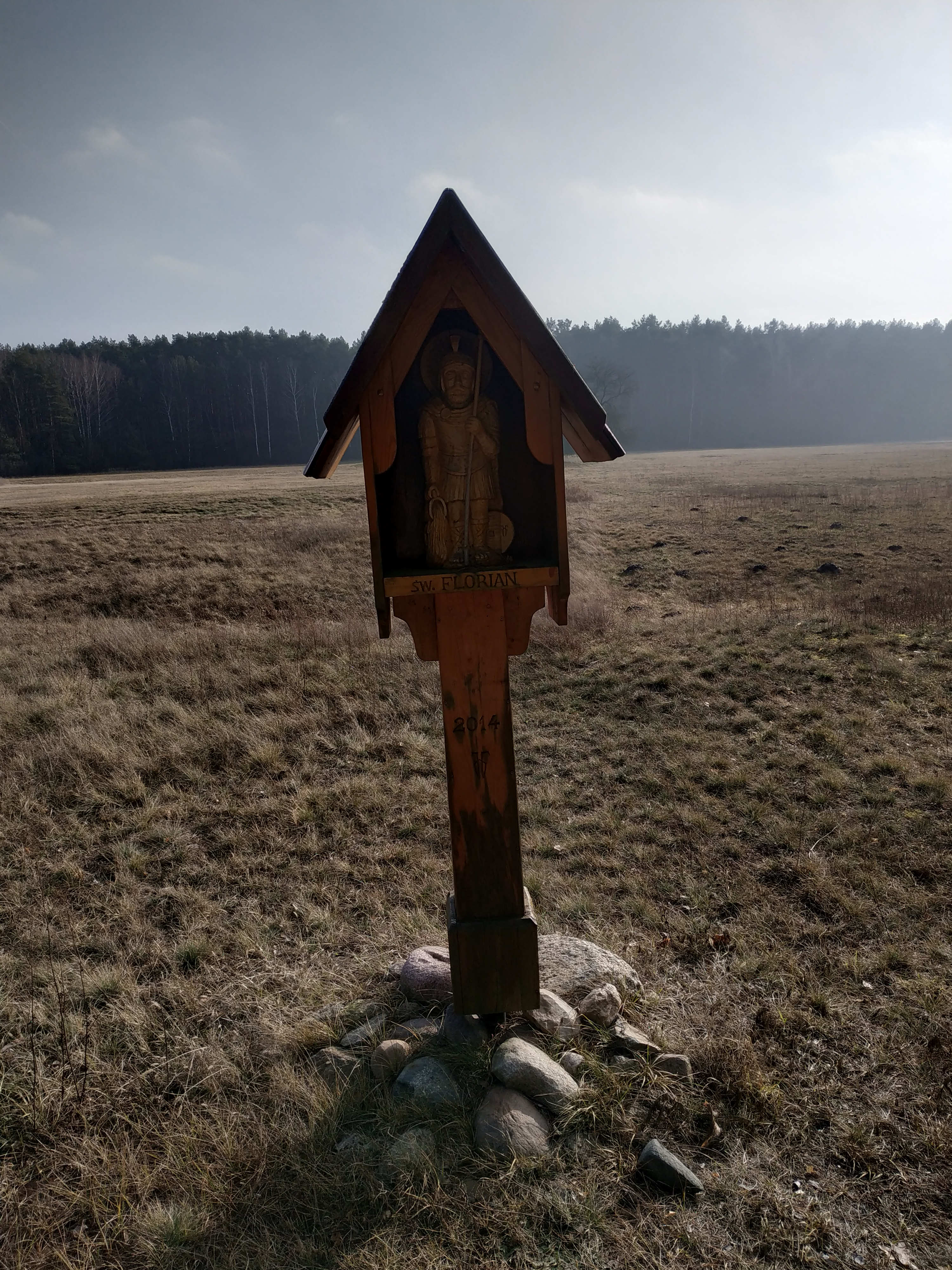
Kapliczka Św.Floriana przy drodze do źródła
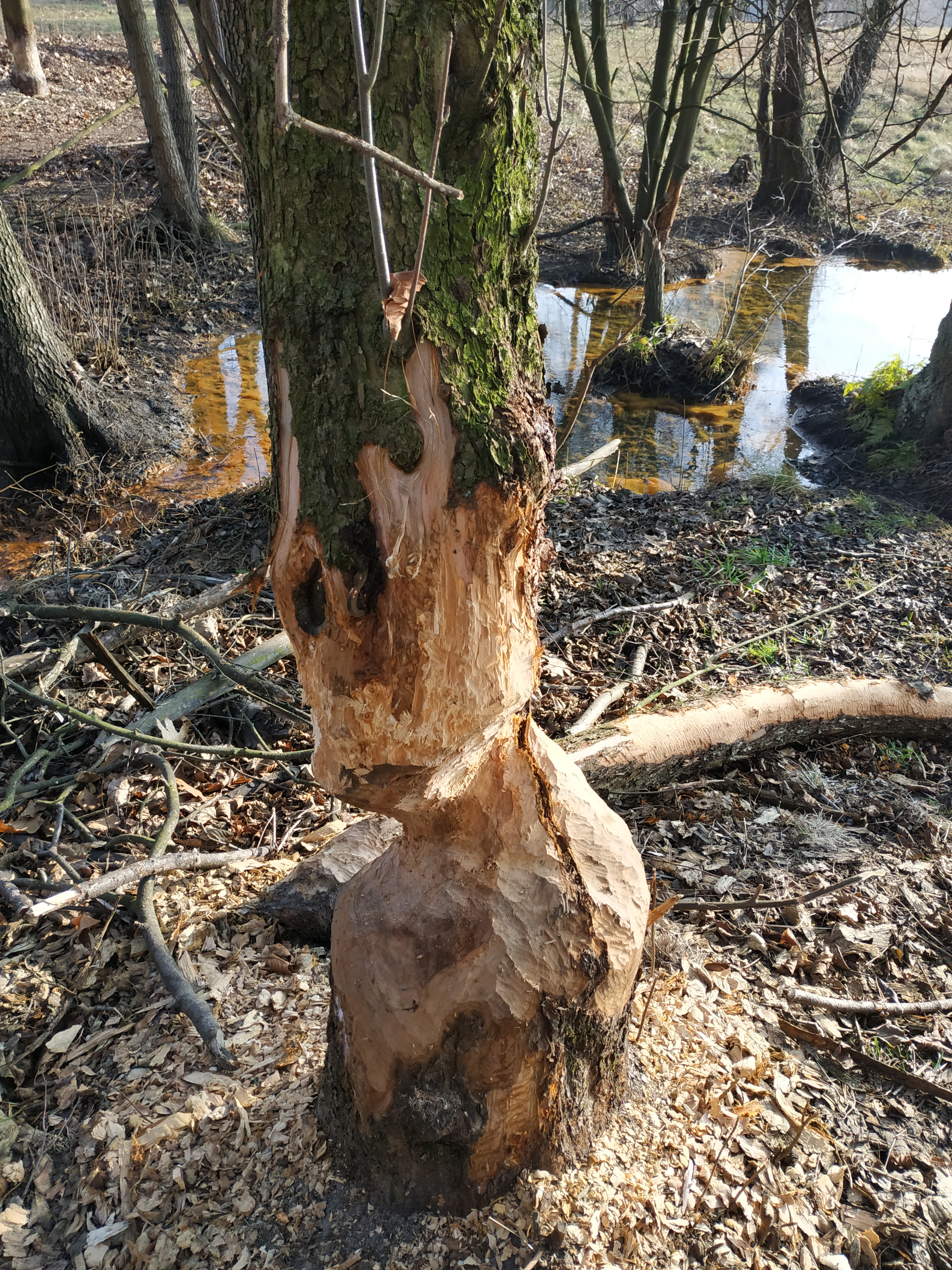
Działalność bobrów
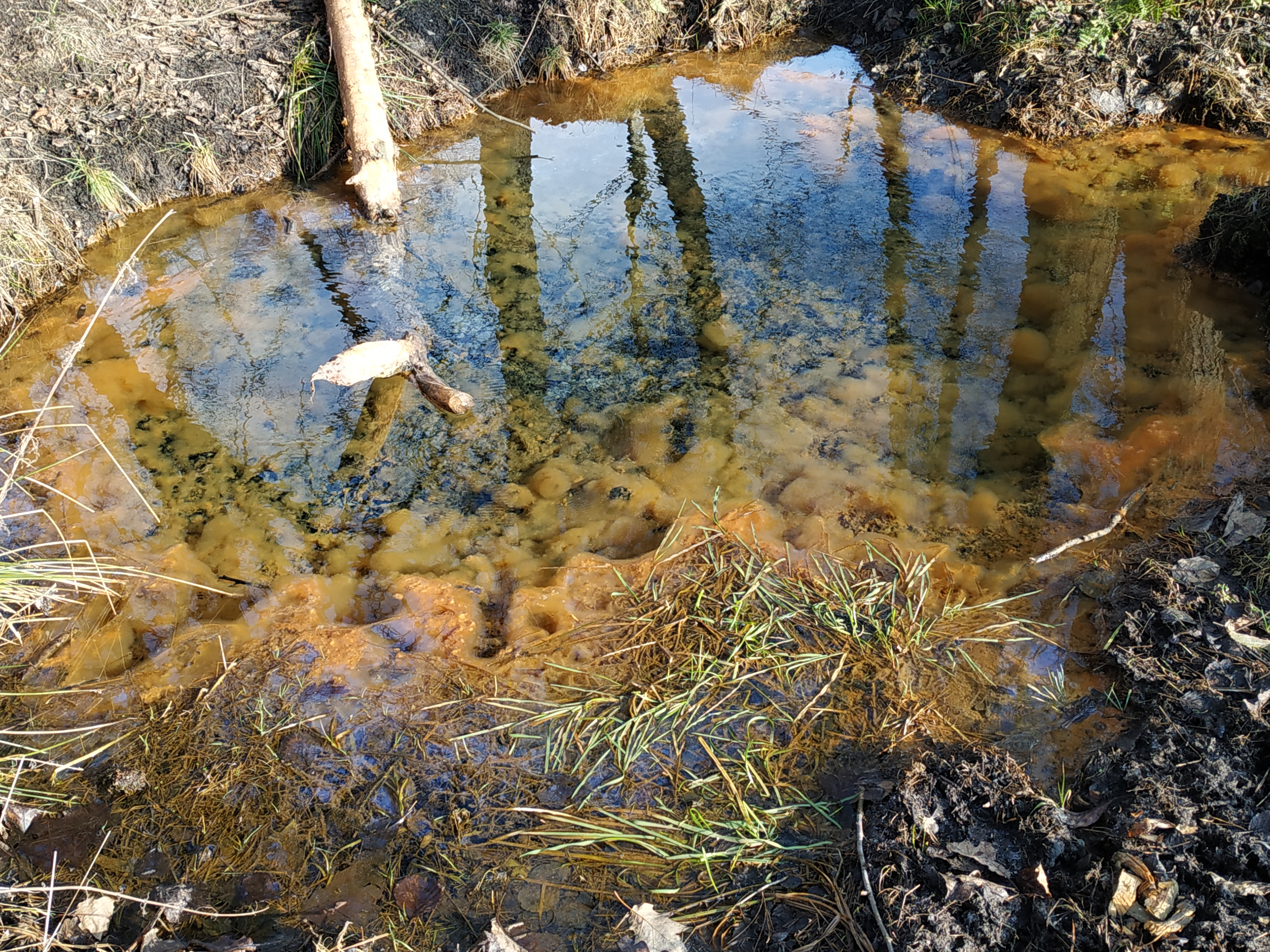
Zabarwienie wody spowodowane glonami